# Internationaal treinverkeer (België)
Dit artikel bevat een overzicht van internationaal treinverkeer vanuit België.

Een overzicht van internationale treinen vanuit België (2023)
Dikke lijn: hogesnelheidsdienst
Gestippelde lijn: nachttrein
Dunne lijn: overig

## Treindiensten vinden in een reisplanner
De spoorbedrijven NMBS, NS, SNCF en DB bieden elk een eigen internationale treinreisplanner aan op hun website. Daarmee kan een reis van vertrek- naar bestemmingsadres gepland worden. Ook Google Maps biedt zo'n internationale treindienstplanner aan.

### Rechtstreekse treinen vinden vanuit België naar het zuiden

#### Treindiensten die Parijs vermijden
Het Franse hogesnelheidsnet is zo opgebouwd dat naast de vele hst-diensten die stoppen in de verschillende Parijse stations, er ook een aantal de ringspoorlijn volgen rond de Parijse agglomeratie.
Een gekend probleem is dat verschillende reisplanners een overstap tussen Parijse stations (met behulp van RER of metro) onterecht beschouwen als een eenvoudige, gratis overstap. Als een treinreisplanner geen duidelijk beeld toont via rechtstreekse hogesnelheidstreinen (rondom Parijs), dan kan dit opgelost worden door in de boekingsmodule (niet de dienstregeling) van de NMBS als extra zoekoptie het via-station Aéroport Charles-de-Gaulle 2 TGV in te geven.

#### Rijsel (Lille) als hst-hub vanuit het westen van België
Voor sommige reizigers uit het westen van België zijn beide stations van Rijsel (Lille) dichter bij dan station Brussel-Zuid om op een hogesnelheidstrein naar het zuiden te stappen. Ook deze treinen kunnen met bovenstaande methode gevonden worden.
Naast de internationale TGV-treindiensten in onderstaande tabel (die vanuit station Brussel-Zuid vertrekken), zijn er dagelijks bijkomende binnenlandse TGV-diensten vanuit Rijsel:
- Lille-Flandres - Bordeaux
- Lille-Europe - station Rennes
- Lille-Flandres/Lille-Europe - station Nantes

### Treinen plannen met fiets (niet-gedemonteerd)
Alhoewel de treinreisplanners van zowel de SNCF als de DB een fietsoptie hebben, vinden deze niet de treinen met fietsvervoer vanuit België.
Naar elk buurland kunnen niet-gedemonteerde fietsen mee op bepaalde treinen, tegen betaling van een (internationaal) fietsticket:
- Op de grensoverschrijdende klassieke treinen (IC, L, S, P) kunnen fietsen mee. Op de Eurocity Direct en de EuroCity Brussel - Rotterdam van en naar Nederland kan dit in de maanden juli en augustus echter enkel na reservering. Op de nachttrein van Nightjet Brussel-Wenen kunnen geen niet-gedemonteerde fietsen mee.
- Op de grensoverschrijdende hogesnelheidstreinen (Eurostar Red, voorheen Thalys, TGV, ICE, Eurostar) mogen reizigers geen niet-gedemonteerde fietsen met zich meenemen. Daardoor kan tot Parijs de (niet-gedemonteerde) fiets enkel mee op regionale treinen (TER), net zoals tot Keulen (RE). Verder in Frankrijk (TGV vanaf Parijs), en nog meer in Duitsland (ICE vanaf Keulen), zijn er wel hogesnelheidstreinen waar volledige fietsen mee kunnen (status 2021).
- Tussen 2021 en 2024 zijn alle PBKA-treinstellen van Eurostar Red vernieuwd (project Ruby). Ergens gedurende de vernieuwing is het mogelijk geworden om twee fietsplaatsen te reserveren op deze vernieuwde treinstellen.[9][10]

## Lijst van treindiensten
De volgende treindiensten rijden vanuit België naar het buitenland in de dienstregeling van 2023. Ze zijn gegroepeerd als Hogesnelheidsdienst, Nachttrein en Overig, waarbij een treindienst als hogesnelheidsdienst wordt gezien als deze in de media ook zo genoemd wordt. Een nachttrein rijdt logischerwijs 's nachts en onder overig staan de overige internationale treindiensten. De dienstregeling tot december 2023 kan gevonden worden bij de gelinkte bronnen in de tabel of op de website van de Deutsche Bahn. Deze lijst is mogelijk incompleet.
| Treinserie                                | Treinsoort                 | Route | Route | Route | Dienstregeling                                                                                                | Reisduur            | Gem. snelheid (nuttig) |
| Hogesnelheidsdienst                       | Hogesnelheidsdienst        | Hogesnelheidsdienst | Hogesnelheidsdienst | Hogesnelheidsdienst | Hogesnelheidsdienst                                                                                           | Hogesnelheidsdienst | Hogesnelheidsdienst    |
| ----------------------------------------- | -------------------------- | --- | --- | --- | --- | ------------------- | ---------------------- |
| serie 10/310 ICE 79                       | Intercity-Express          | Brussel‑Zuid/Midi – Brussel‑Noord – Luik‑Guillemins – Aachen Hbf – Köln Hbf ( – Siegburg/Bonn ) – Frankfurt (Main) Flughafen Fernbf – Frankfurt (Main) Hbf | Brussel‑Zuid/Midi – Brussel‑Noord – Luik‑Guillemins – Aachen Hbf – Köln Hbf ( – Siegburg/Bonn ) – Frankfurt (Main) Flughafen Fernbf – Frankfurt (Main) Hbf | Brussel‑Zuid/Midi – Brussel‑Noord – Luik‑Guillemins – Aachen Hbf – Köln Hbf ( – Siegburg/Bonn ) – Frankfurt (Main) Flughafen Fernbf – Frankfurt (Main) Hbf | | 3u 6min             | 131 km/u (102 km/u)    |
| Eurostar 9106 Eurostar 9114 Eurostar 9157 | Eurostar                   | Brussel‑Zuid/Midi – London St Pancras International | Brussel‑Zuid/Midi – London St Pancras International | Brussel‑Zuid/Midi – London St Pancras International | [ 12 ] | 1u 56min            | 192 km/u (166 km/u)    |
| Eurostar 9100                             | Eurostar                   | London St Pancras International – Lille‑Europe – Brussel‑Zuid/Midi – Rotterdam Centraal – Amsterdam Centraal | London St Pancras International – Lille‑Europe – Brussel‑Zuid/Midi – Rotterdam Centraal – Amsterdam Centraal | London St Pancras International – Lille‑Europe – Brussel‑Zuid/Midi – Rotterdam Centraal – Amsterdam Centraal | [ 14 ] | 3u 55min            | 150 km/u (91 km/u)     |
| Eurostar 9300 Eurostar 9400               | Eurostar                   | Brussel‑Zuid/Midi – Paris Nord | Brussel‑Zuid/Midi – Paris Nord | Brussel‑Zuid/Midi – Paris Nord | [ 16 ] | 1u 22min            | 229 km/u (188 km/u)    |
| Eurostar 9300                             | Eurostar                   | ( Paris Nord – ) Brussel‑Zuid/Midi – Antwerpen‑Centraal – Rotterdam Centraal – Schiphol Airport – Amsterdam Centraal | ( Paris Nord – ) Brussel‑Zuid/Midi – Antwerpen‑Centraal – Rotterdam Centraal – Schiphol Airport – Amsterdam Centraal | ( Paris Nord – ) Brussel‑Zuid/Midi – Antwerpen‑Centraal – Rotterdam Centraal – Schiphol Airport – Amsterdam Centraal | [ 16 ] | 3u 19min            | 159 km/u (129 km/u)    |
| Eurostar 9400                             | Eurostar                   | Paris Nord – Brussel‑Zuid/Midi – Luik‑Guillemins – Aachen Hbf – Köln Hbf – Düsseldorf Hbf ( – Düsseldorf Flughafen ) – Duisburg Hbf – Essen Hbf – Dortmund Hbf | Paris Nord – Brussel‑Zuid/Midi – Luik‑Guillemins – Aachen Hbf – Köln Hbf – Düsseldorf Hbf ( – Düsseldorf Flughafen ) – Duisburg Hbf – Essen Hbf – Dortmund Hbf | Paris Nord – Brussel‑Zuid/Midi – Luik‑Guillemins – Aachen Hbf – Köln Hbf – Düsseldorf Hbf ( – Düsseldorf Flughafen ) – Duisburg Hbf – Essen Hbf – Dortmund Hbf | [ 16 ] | 4u 42min            | 139 km/u (99 km/u)     |
| TGV 9800                                  | TGV                        | Brussel‑Zuid/Midi – Lille‑Europe ( – TGV Haute‑Picardie ) – Aéroport Charles‑de‑Gaulle 2 TGV – Marne-la-Vallée - Chessy – Lyon‑Part‑Dieu ( – Valence TGV ) – Avignon TGV ( – Aix‑en‑Provence TGV ) – Marseille Saint‑Charles                                                                                           | Brussel‑Zuid/Midi – Lille‑Europe ( – TGV Haute‑Picardie ) – Aéroport Charles‑de‑Gaulle 2 TGV – Marne-la-Vallée - Chessy – Lyon‑Part‑Dieu ( – Valence TGV ) – Avignon TGV ( – Aix‑en‑Provence TGV ) – Marseille Saint‑Charles                                                                                           | Brussel‑Zuid/Midi – Lille‑Europe ( – TGV Haute‑Picardie ) – Aéroport Charles‑de‑Gaulle 2 TGV – Marne-la-Vallée - Chessy – Lyon‑Part‑Dieu ( – Valence TGV ) – Avignon TGV ( – Aix‑en‑Provence TGV ) – Marseille Saint‑Charles                                                                                           | | 5u 27min            | 194 km/u (154 km/u)    |
| TGV 9800                                  | TGV                        | Brussel‑Zuid/Midi – Lille‑Europe – Aéroport Charles‑de‑Gaulle 2 TGV – Marne-la-Vallée - Chessy – | Lyon‑Part‑Dieu – Valence TGV – [ Nîmes‑Pont‑du‑Gard – Montpellier‑Sud‑de‑France / Nîmes – Montpellier‑Saint‑Roch ] ( – Sète – Agde – Béziers – Narbonne – Perpignan ) | Lyon‑Part‑Dieu – Valence TGV – [ Nîmes‑Pont‑du‑Gard – Montpellier‑Sud‑de‑France / Nîmes – Montpellier‑Saint‑Roch ] ( – Sète – Agde – Béziers – Narbonne – Perpignan ) | | 7u 14min            | 169 km/u (126 km/u)    |
| TGV 9800                                  | TGV                        | Brussel‑Zuid/Midi – Lille‑Europe – Aéroport Charles‑de‑Gaulle 2 TGV – Marne-la-Vallée - Chessy – | Lyon‑Part‑Dieu – Lyon‑Perrache | Lyon‑Part‑Dieu – Lyon‑Perrache | | 4u 1min             | 191 km/u (141 km/u)    |
| TGV 9800                                  | TGV                        | Brussel‑Zuid/Midi – Lille‑Europe – Aéroport Charles‑de‑Gaulle 2 TGV – Marne-la-Vallée - Chessy – | Massy TGV – Le Mans – Angers‑Saint‑Laud – Nantes | Massy TGV – Le Mans – Angers‑Saint‑Laud – Nantes | | 4u 47min            | 161 km/u (123 km/u)    |
| TGV 9800                                  | TGV                        | Brussel‑Zuid/Midi – Lille‑Europe – Aéroport Charles‑de‑Gaulle 2 TGV – ( Marne-la-Vallée - Chessy – ) Champagne‑Ardenne TGV ( – Meuse TGV ) – Lorraine TGV – Strasbourg‑Ville | Brussel‑Zuid/Midi – Lille‑Europe – Aéroport Charles‑de‑Gaulle 2 TGV – ( Marne-la-Vallée - Chessy – ) Champagne‑Ardenne TGV ( – Meuse TGV ) – Lorraine TGV – Strasbourg‑Ville | Brussel‑Zuid/Midi – Lille‑Europe – Aéroport Charles‑de‑Gaulle 2 TGV – ( Marne-la-Vallée - Chessy – ) Champagne‑Ardenne TGV ( – Meuse TGV ) – Lorraine TGV – Strasbourg‑Ville | | 3u 48min            | 192 km/u (92 km/u)     |
| TGV 9800                                  | TGV                        | Brussel‑Zuid/Midi – Lille‑Europe – TGV Haute‑Picardie – Aéroport Charles‑de‑Gaulle 2 TGV – Marne-la-Vallée - Chessy – Massy TGV – Le Mans – Laval – Rennes | Brussel‑Zuid/Midi – Lille‑Europe – TGV Haute‑Picardie – Aéroport Charles‑de‑Gaulle 2 TGV – Marne-la-Vallée - Chessy – Massy TGV – Le Mans – Laval – Rennes | Brussel‑Zuid/Midi – Lille‑Europe – TGV Haute‑Picardie – Aéroport Charles‑de‑Gaulle 2 TGV – Marne-la-Vallée - Chessy – Massy TGV – Le Mans – Laval – Rennes | | 4u 35min            | 164 km/u (116 km/u)    |
| Eurostar 9900                             | Eurostar                   | Amsterdam Centraal – Schiphol Airport – Rotterdam Centraal – Antwerpen‑Centraal – Brussel‑Zuid/Midi – | Aéroport Charles‑de‑Gaulle 2 TGV – Marne-la-Vallée - Chessy | Aéroport Charles‑de‑Gaulle 2 TGV – Marne-la-Vallée - Chessy | [ 14 ] | 3u 33min            | 149 km/u (118 km/u)    |
| Eurostar 9900                             | Eurostar                   | Amsterdam Centraal – Schiphol Airport – Rotterdam Centraal – Antwerpen‑Centraal – Brussel‑Zuid/Midi – | Chambéry - Challes-les-Eaux – Albertville – Moûtiers - Salins - Brides-les-Bains – Aime‑La Plagne – Landry – Bourg‑Saint‑Maurice (Ski‑Thalys) | Chambéry - Challes-les-Eaux – Albertville – Moûtiers - Salins - Brides-les-Bains – Aime‑La Plagne – Landry – Bourg‑Saint‑Maurice (Ski‑Thalys) | [ 16 ] [ 27 ]                                                                                                 | 9u 1min             | 128 km/u (85 km/u)     |
| Eurostar 9900                             | Eurostar                   | Amsterdam Centraal – Schiphol Airport – Rotterdam Centraal – Antwerpen‑Centraal – Brussel‑Zuid/Midi – | Valence TGV – Avignon TGV – Aix‑en‑Provence TGV – Marseille Saint‑Charles | Valence TGV – Avignon TGV – Aix‑en‑Provence TGV – Marseille Saint‑Charles | Tot 2024, reed 23 jaar lang. Vertrok iedere zaterdag in juli en augustus (Eurostar Sun, voorheen Thalys Zon). | 7u 4min             | 179 km/u (143 km/u)    |
| Nachttrein                                |                            | | | | |                     |                        |
| NJ 425                                    | Nightjet                   | Brussel‑Zuid/Midi – Brussel‑Noord – Luik‑Guillemins – Aachen Hbf – Köln West – Bonn Hbf – Koblenz Hbf – Mainz Hbf – Frankfurt (Main) Flughafen Fernbf – Frankfurt (Main) Süd – Würzburg Hbf – Nürnberg Hbf – Regensburg Hbf – Passau Hbf – Wels Hbf – Linz Hbf – Amstetten – St. Pölten Hbf – Wien Meidling – Wien Hbf | Brussel‑Zuid/Midi – Brussel‑Noord – Luik‑Guillemins – Aachen Hbf – Köln West – Bonn Hbf – Koblenz Hbf – Mainz Hbf – Frankfurt (Main) Flughafen Fernbf – Frankfurt (Main) Süd – Würzburg Hbf – Nürnberg Hbf – Regensburg Hbf – Passau Hbf – Wels Hbf – Linz Hbf – Amstetten – St. Pölten Hbf – Wien Meidling – Wien Hbf | Brussel‑Zuid/Midi – Brussel‑Noord – Luik‑Guillemins – Aachen Hbf – Köln West – Bonn Hbf – Koblenz Hbf – Mainz Hbf – Frankfurt (Main) Flughafen Fernbf – Frankfurt (Main) Süd – Würzburg Hbf – Nürnberg Hbf – Regensburg Hbf – Passau Hbf – Wels Hbf – Linz Hbf – Amstetten – St. Pölten Hbf – Wien Meidling – Wien Hbf | [ 30 ] | 13u 42min           | 86 km/u (67 km/u)      |
| 450                                       | European Sleeper           | Brussel‑Zuid/Midi – Antwerpen‑Centraal – Roosendaal – Rotterdam Centraal – Den Haag HS – Amsterdam Centraal – Amersfoort Centraal – Deventer – Bad Bentheim – Berlin Hbf | Brussel‑Zuid/Midi – Antwerpen‑Centraal – Roosendaal – Rotterdam Centraal – Den Haag HS – Amsterdam Centraal – Amersfoort Centraal – Deventer – Bad Bentheim – Berlin Hbf | Brussel‑Zuid/Midi – Antwerpen‑Centraal – Roosendaal – Rotterdam Centraal – Den Haag HS – Amsterdam Centraal – Amersfoort Centraal – Deventer – Bad Bentheim – Berlin Hbf | [ 32 ] | 11u 26min           | 76 km/u (57 km/u)      |
| Overig                                    |                            | | | | |                     |                        |
| IC 04                                     | InterCity                  | Kortrijk – Moeskroen – Tourcoing – Roubaix – Lille‑Flandres | Kortrijk – Moeskroen – Tourcoing – Roubaix – Lille‑Flandres | Kortrijk – Moeskroen – Tourcoing – Roubaix – Lille‑Flandres | | 38min               | 47 km/u (39 km/u)      |
| IC 16/34                                  | InterCity                  | ( Brussel‑Zuid/Midi – Brussel‑Centraal – Brussel‑Noord – Brussel‑Schuman – Brussel‑Luxemburg – Ottignies – Gembloers – Namen – Ciney – Marloie – Rochefort‑Jemelle – Libramont – Marbehan – ) Aarlen – Luxemburg | ( Brussel‑Zuid/Midi – Brussel‑Centraal – Brussel‑Noord – Brussel‑Schuman – Brussel‑Luxemburg – Ottignies – Gembloers – Namen – Ciney – Marloie – Rochefort‑Jemelle – Libramont – Marbehan – ) Aarlen – Luxemburg | ( Brussel‑Zuid/Midi – Brussel‑Centraal – Brussel‑Noord – Brussel‑Schuman – Brussel‑Luxemburg – Ottignies – Gembloers – Namen – Ciney – Marloie – Rochefort‑Jemelle – Libramont – Marbehan – ) Aarlen – Luxemburg | | 3u 16min            | 70 km/u (58 km/u)      |
| IC 19                                     | InterCity                  | Doornik – Froyennes – Baisieux – Ascq ( – Annappes ) – Pont‑de‑Bois ( – Hellemmes / Lezennes / Hellemmes – Lezennes ) – Lille‑Flandres | Doornik – Froyennes – Baisieux – Ascq ( – Annappes ) – Pont‑de‑Bois ( – Hellemmes / Lezennes / Hellemmes – Lezennes ) – Lille‑Flandres | Doornik – Froyennes – Baisieux – Ascq ( – Annappes ) – Pont‑de‑Bois ( – Hellemmes / Lezennes / Hellemmes – Lezennes ) – Lille‑Flandres | | 27min               | 56 km/u (51 km/u)      |
| IC 33                                     | InterCity                  | Luik‑Guillemins – Angleur – Esneux – Poulseur – Rivage – Aywaille – Coo – Trois‑Ponts – Vielsalm – Gouvy – Troisvierges – Clervaux – Drauffelt – Wilwerwiltz – Kautenbach – Michelau – Ettelbruck – Mersch – Pfaffenthal‑Kirchberg – Luxemburg                                                                         | Luik‑Guillemins – Angleur – Esneux – Poulseur – Rivage – Aywaille – Coo – Trois‑Ponts – Vielsalm – Gouvy – Troisvierges – Clervaux – Drauffelt – Wilwerwiltz – Kautenbach – Michelau – Ettelbruck – Mersch – Pfaffenthal‑Kirchberg – Luxemburg                                                                         | Luik‑Guillemins – Angleur – Esneux – Poulseur – Rivage – Aywaille – Coo – Trois‑Ponts – Vielsalm – Gouvy – Troisvierges – Clervaux – Drauffelt – Wilwerwiltz – Kautenbach – Michelau – Ettelbruck – Mersch – Pfaffenthal‑Kirchberg – Luxemburg                                                                         | | 2u 39min            | 60 km/u (46 km/u)      |
| IC 35 9200                                | EuroCity / Eurocity Direct | Brussel‑Zuid/Midi – Brussel‑Centraal – Brussel‑Noord – Brussels Airport‑Zaventem – Mechelen – Antwerpen‑Berchem – Antwerpen‑Centraal – Noorderkempen – Breda – Rotterdam Centraal – Schiphol Airport – Amsterdam Centraal                                                                                              | Brussel‑Zuid/Midi – Brussel‑Centraal – Brussel‑Noord – Brussels Airport‑Zaventem – Mechelen – Antwerpen‑Berchem – Antwerpen‑Centraal – Noorderkempen – Breda – Rotterdam Centraal – Schiphol Airport – Amsterdam Centraal                                                                                              | Brussel‑Zuid/Midi – Brussel‑Centraal – Brussel‑Noord – Brussels Airport‑Zaventem – Mechelen – Antwerpen‑Berchem – Antwerpen‑Centraal – Noorderkempen – Breda – Rotterdam Centraal – Schiphol Airport – Amsterdam Centraal                                                                                              | [ 14 ] | 2u 50min            | 80 km/u (62 km/u)      |
| S 63                                      | InterCity                  | Charleroi‑Centraal – Marchienne‑Zône – Landelies – Hourpes – Thuin – Lobbes – Fontaine‑Valmont – Labuissière – Solre‑sur‑Sambre – Erquelinnes‑Dorp – Erquelinnes – Maubeuge | Charleroi‑Centraal – Marchienne‑Zône – Landelies – Hourpes – Thuin – Lobbes – Fontaine‑Valmont – Labuissière – Solre‑sur‑Sambre – Erquelinnes‑Dorp – Erquelinnes – Maubeuge | Charleroi‑Centraal – Marchienne‑Zône – Landelies – Hourpes – Thuin – Lobbes – Fontaine‑Valmont – Labuissière – Solre‑sur‑Sambre – Erquelinnes‑Dorp – Erquelinnes – Maubeuge | | 55min               | 45 km/u (40 km/u)      |
| S 32 2500                                 | S-trein / stoptrein        | Puurs – Ruisbroek‑Sauvegarde – Boom – Niel – Schelle – Hemiksem – Hoboken‑Polder – Antwerpen‑Zuid – Antwerpen‑Berchem – Antwerpen‑Centraal – Antwerpen‑Luchtbal – Antwerpen‑Noorderdokken – Ekeren – Sint‑Mariaburg – Kapellen – Heide – Kijkuit – Kalmthout – Wildert – Essen – Roosendaal                            | Puurs – Ruisbroek‑Sauvegarde – Boom – Niel – Schelle – Hemiksem – Hoboken‑Polder – Antwerpen‑Zuid – Antwerpen‑Berchem – Antwerpen‑Centraal – Antwerpen‑Luchtbal – Antwerpen‑Noorderdokken – Ekeren – Sint‑Mariaburg – Kapellen – Heide – Kijkuit – Kalmthout – Wildert – Essen – Roosendaal                            | Puurs – Ruisbroek‑Sauvegarde – Boom – Niel – Schelle – Hemiksem – Hoboken‑Polder – Antwerpen‑Zuid – Antwerpen‑Berchem – Antwerpen‑Centraal – Antwerpen‑Luchtbal – Antwerpen‑Noorderdokken – Ekeren – Sint‑Mariaburg – Kapellen – Heide – Kijkuit – Kalmthout – Wildert – Essen – Roosendaal                            | [ 40 ] | 1u 32min            | 42 km/u (35 km/u)      |
| S 43 5300                                 | S-trein / stoptrein        | Hasselt – Diepenbeek – Bilzen – Tongeren – Glaaien – Liers – Milmort – Herstal – Luik‑Sint‑Lambertus – Luik‑Carré – Luik‑Guillemins – Bressoux – Wezet – Eijsden – Maastricht Randwyck – Maastricht | Hasselt – Diepenbeek – Bilzen – Tongeren – Glaaien – Liers – Milmort – Herstal – Luik‑Sint‑Lambertus – Luik‑Carré – Luik‑Guillemins – Bressoux – Wezet – Eijsden – Maastricht Randwyck – Maastricht | Hasselt – Diepenbeek – Bilzen – Tongeren – Glaaien – Liers – Milmort – Herstal – Luik‑Sint‑Lambertus – Luik‑Carré – Luik‑Guillemins – Bressoux – Wezet – Eijsden – Maastricht Randwyck – Maastricht | [ 42 ] | 1u 36min            | 53 km/u (18 km/u)      |
| L 09                                      | L-trein                    | Spa‑Géronstère – Spa – Franchimont – Theux – Juslenville – Pepinster‑Cité – Pepinster – Verviers‑Centraal – Verviers‑Paleis – Dolhain‑Gileppe – Welkenraedt – Hergenrath – Aachen Hbf | Spa‑Géronstère – Spa – Franchimont – Theux – Juslenville – Pepinster‑Cité – Pepinster – Verviers‑Centraal – Verviers‑Paleis – Dolhain‑Gileppe – Welkenraedt – Hergenrath – Aachen Hbf | Spa‑Géronstère – Spa – Franchimont – Theux – Juslenville – Pepinster‑Cité – Pepinster – Verviers‑Centraal – Verviers‑Paleis – Dolhain‑Gileppe – Welkenraedt – Hergenrath – Aachen Hbf | | 1u 18min            | 35 km/u (27 km/u)      |
| L 12                                      | L-trein                    | Aarlen – Kleinbettingen – Capellen – Mamer ( – Mamer‑Lycée ) – Bertrange‑Strassen – Luxemburg | Aarlen – Kleinbettingen – Capellen – Mamer ( – Mamer‑Lycée ) – Bertrange‑Strassen – Luxemburg | Aarlen – Kleinbettingen – Capellen – Mamer ( – Mamer‑Lycée ) – Bertrange‑Strassen – Luxemburg | | 29min               | 58 km/u (52 km/u)      |
| L                                         | L-trein                    | Athus – Rodange – Lamadelaine – Pétange – Bascharage‑Sanem – Schouweiler – Dippach‑Reckange – Leudelange – Hollerich – Luxemburg | Athus – Rodange – Lamadelaine – Pétange – Bascharage‑Sanem – Schouweiler – Dippach‑Reckange – Leudelange – Hollerich – Luxemburg | Athus – Rodange – Lamadelaine – Pétange – Bascharage‑Sanem – Schouweiler – Dippach‑Reckange – Leudelange – Hollerich – Luxemburg | | 35min               | 45 km/u (38 km/u)      |
| P 7605                                    | Piekuurtrein               | Namen – Ciney – Leignon – Chapois – Haversin – Aye – Marloie – Rochefort‑Jemelle – Forrières – Grupont – Poix‑Saint‑Hubert – Libramont – Neufchâteau – Marbehan – Habay – Stockem – Viville – Aarlen – Luxemburg | Namen – Ciney – Leignon – Chapois – Haversin – Aye – Marloie – Rochefort‑Jemelle – Forrières – Grupont – Poix‑Saint‑Hubert – Libramont – Neufchâteau – Marbehan – Habay – Stockem – Viville – Aarlen – Luxemburg | Namen – Ciney – Leignon – Chapois – Haversin – Aye – Marloie – Rochefort‑Jemelle – Forrières – Grupont – Poix‑Saint‑Hubert – Libramont – Neufchâteau – Marbehan – Habay – Stockem – Viville – Aarlen – Luxemburg | | 2u 22min            | 70 km/u (56 km/u)      |
| P 7655                                    | Piekuurtrein               | Aarlen – Kleinbettingen – Capellen – Mamer ( – Mamer‑Lycée ) – Bertrange‑Strassen – Luxemburg | Aarlen – Kleinbettingen – Capellen – Mamer ( – Mamer‑Lycée ) – Bertrange‑Strassen – Luxemburg | Aarlen – Kleinbettingen – Capellen – Mamer ( – Mamer‑Lycée ) – Bertrange‑Strassen – Luxemburg | | 28min               | 60 km/u (54 km/u)      |
| P 7613                                    | Piekuurtrein               | Brussel‑Zuid/Midi – Brussel‑Centraal – Brussel‑Noord – Brussel‑Schuman – Brussel‑Luxemburg – Namen – Libramont – Aarlen – Luxemburg | Brussel‑Zuid/Midi – Brussel‑Centraal – Brussel‑Noord – Brussel‑Schuman – Brussel‑Luxemburg – Namen – Libramont – Aarlen – Luxemburg | Brussel‑Zuid/Midi – Brussel‑Centraal – Brussel‑Noord – Brussel‑Schuman – Brussel‑Luxemburg – Namen – Libramont – Aarlen – Luxemburg | | 3u 8min             | 73 km/u (60 km/u)      |

* Vierkante haken geven alternatieve stations/trajecten aan die gescheiden worden door schuine strepen. Stations tussen ronde haken worden soms aangedaan.

### Wintersporttreinen vanuit België
De volgende treinen rijden vanuit België naar wintersportgebieden in het winterseizoen 2021-2022, en worden daarom wintersporttrein of skitrein genoemd:
- De nachttrein Brussel-Wenen van Nightjet (NJ425) rijdt het hele jaar driemaal per week en bedient ook een aantal wintersportbestemmingen rond Wenen.
- De Thalys Sneeuw (Thalys 9900), de rechtstreekse hogesnelheidstrein op zaterdag[48] naar o.a. Bourg-Saint-Maurice in de Franse Alpen.

Uitbater O.V.O.E. maakte bekend haar geplande winterse nachttrein naar Tirol en Salzburg uit te stellen tot het seizoen 2022-2023.

## Galerij

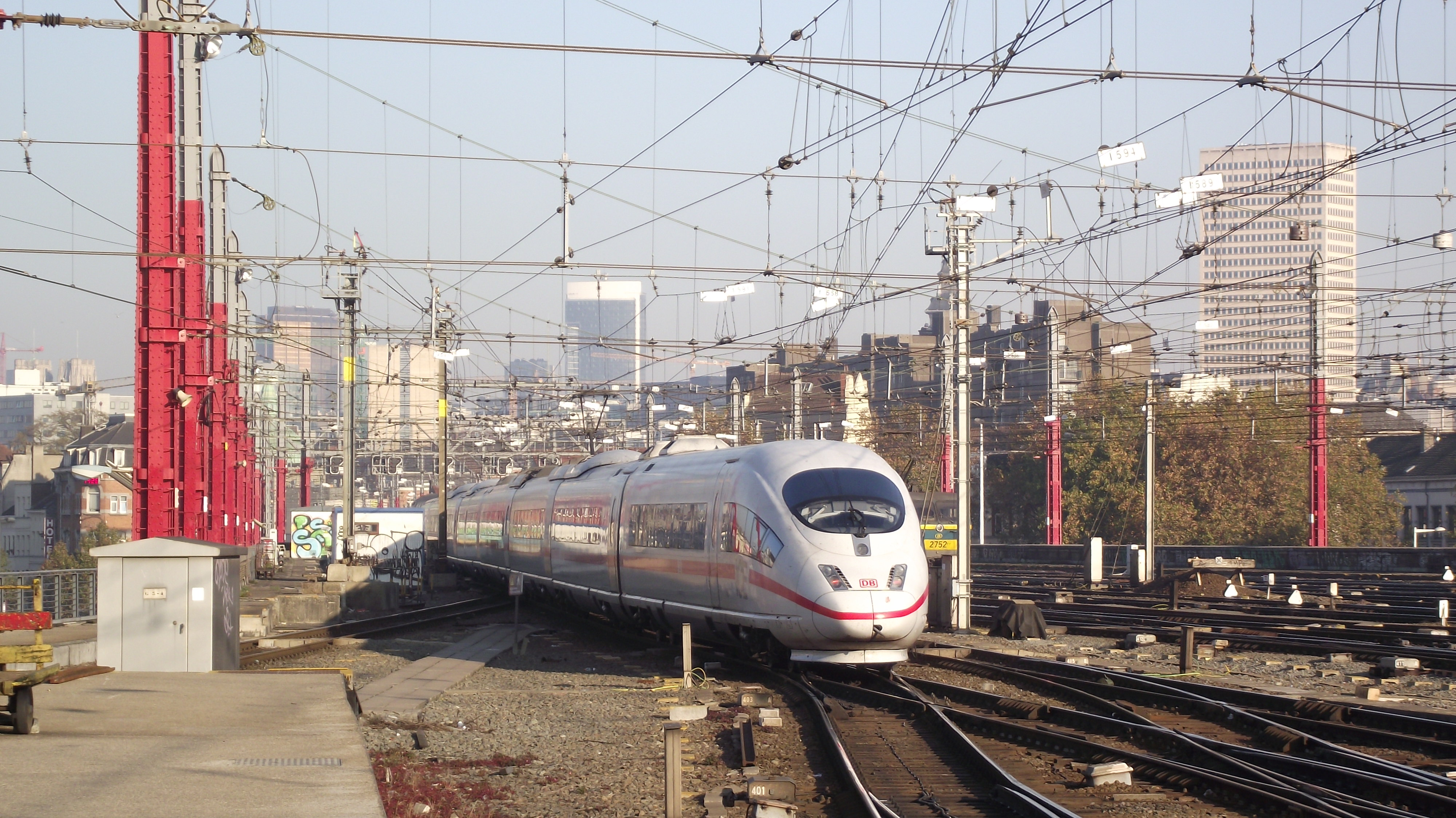
De Intercity-Express te station Brussel-Zuid/Midi
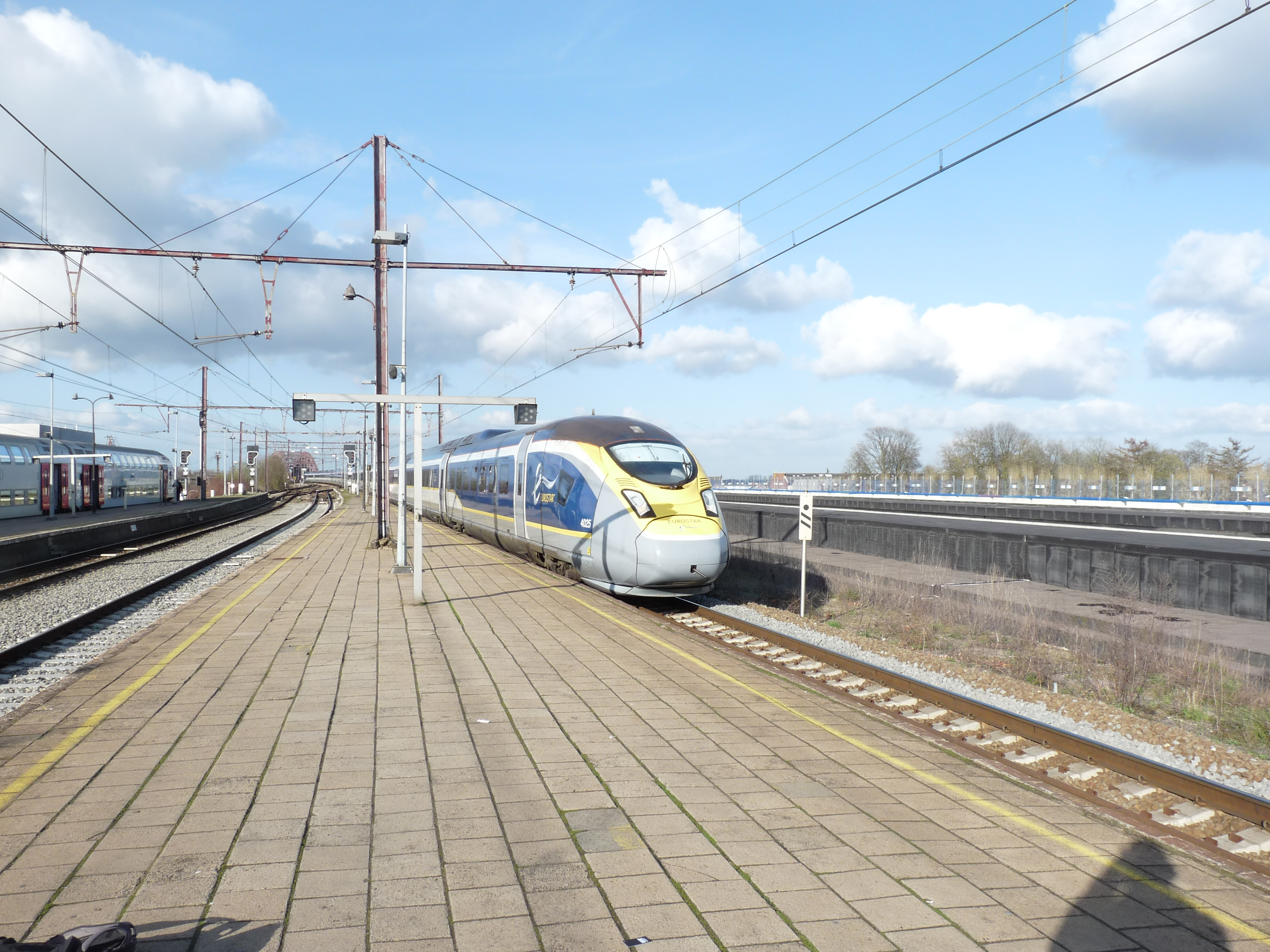
De Eurostar te station Mechelen
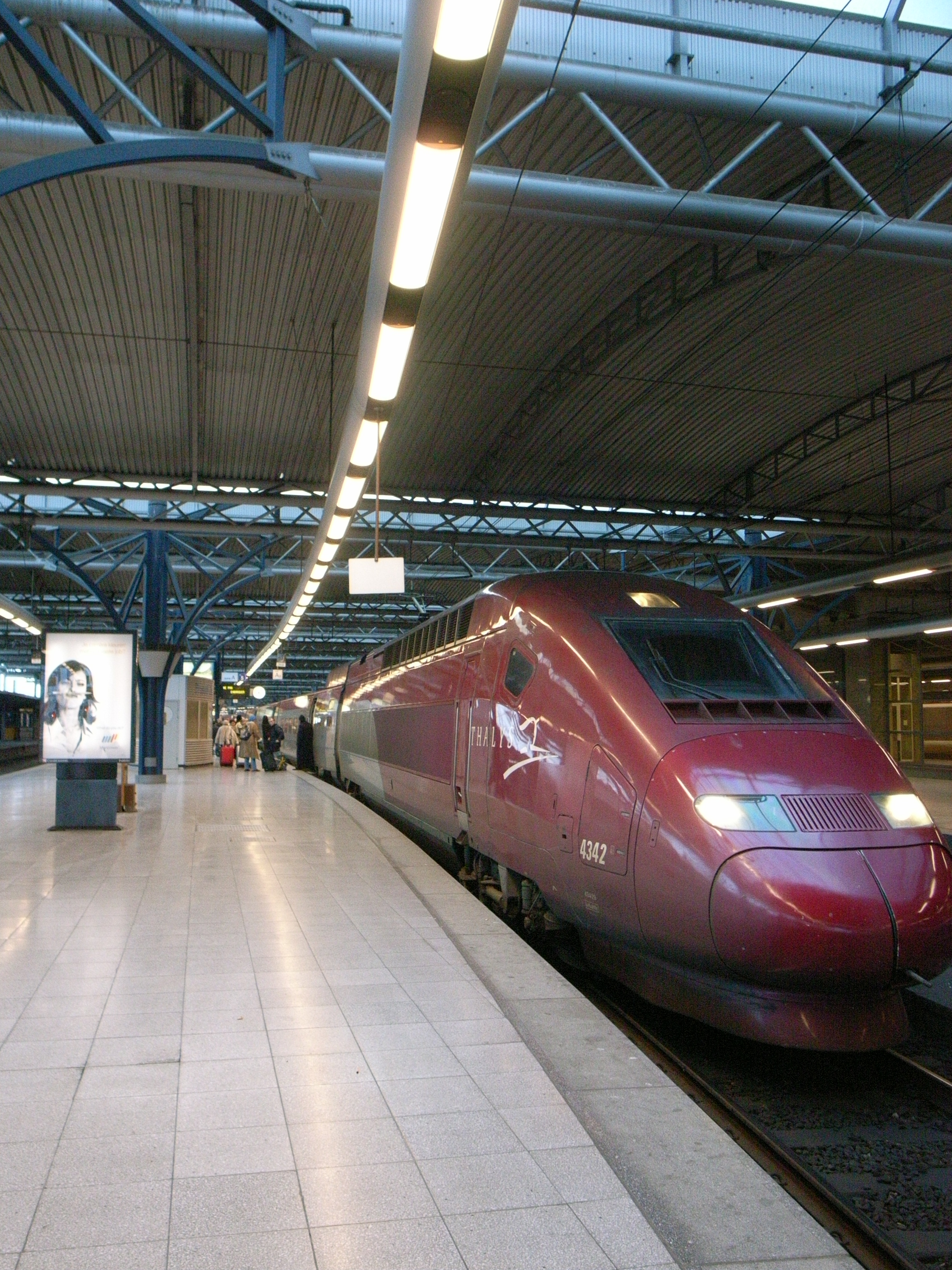
De Thalys te station Brussel-Zuid/Midi
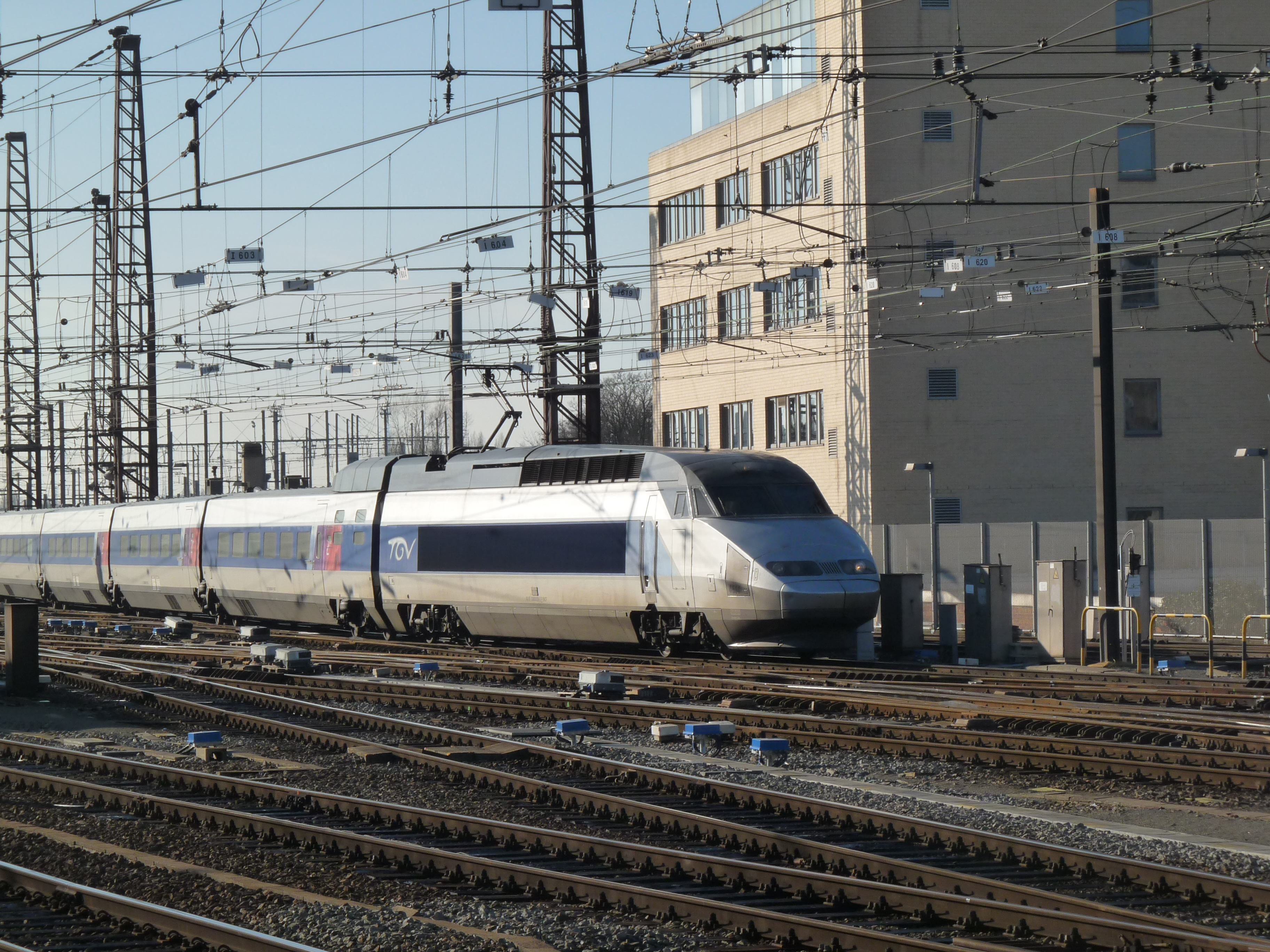
De TGV te station Brussel-Zuid/Midi
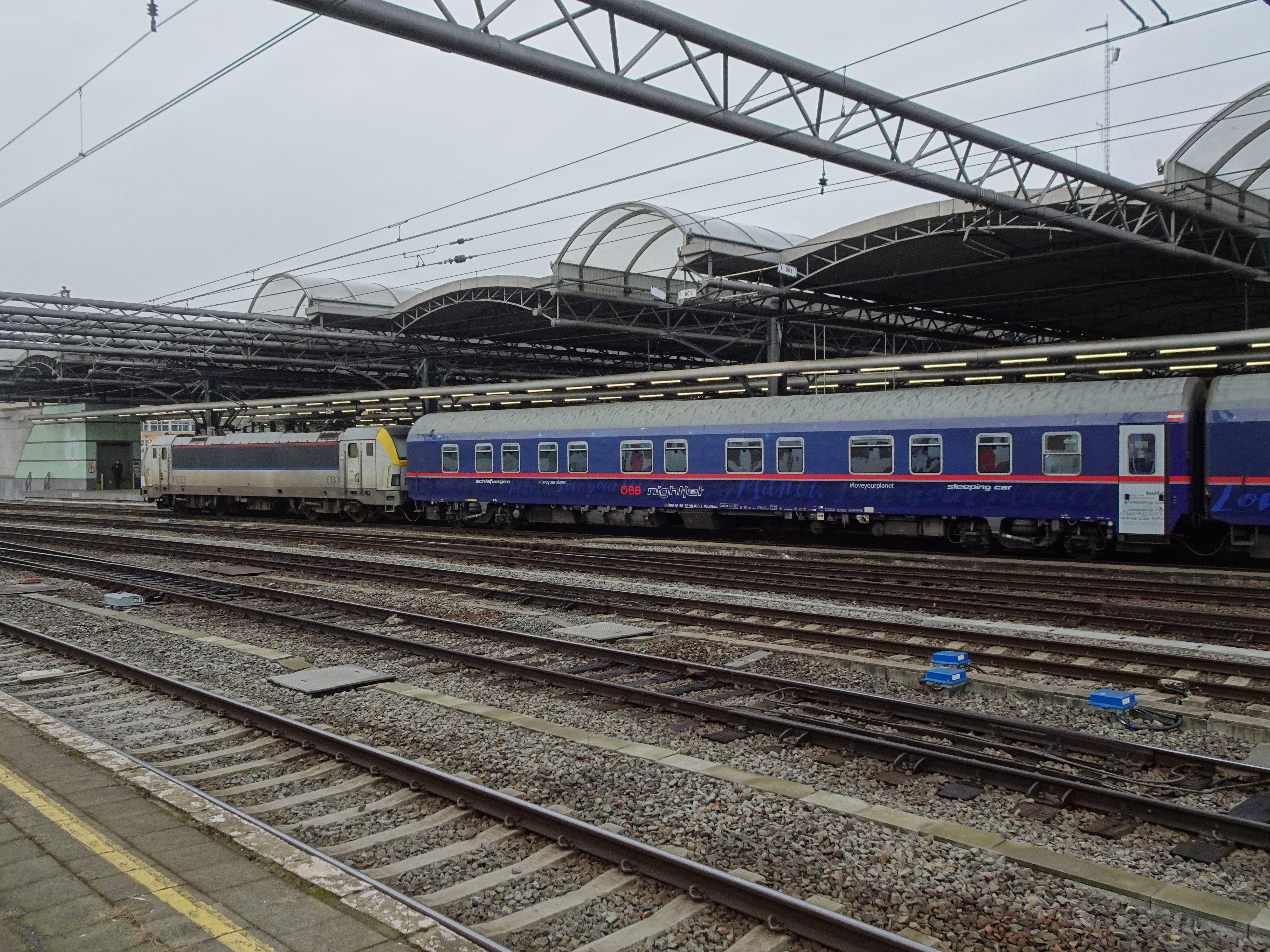
De Nightjet te station Brussel-Zuid/Midi
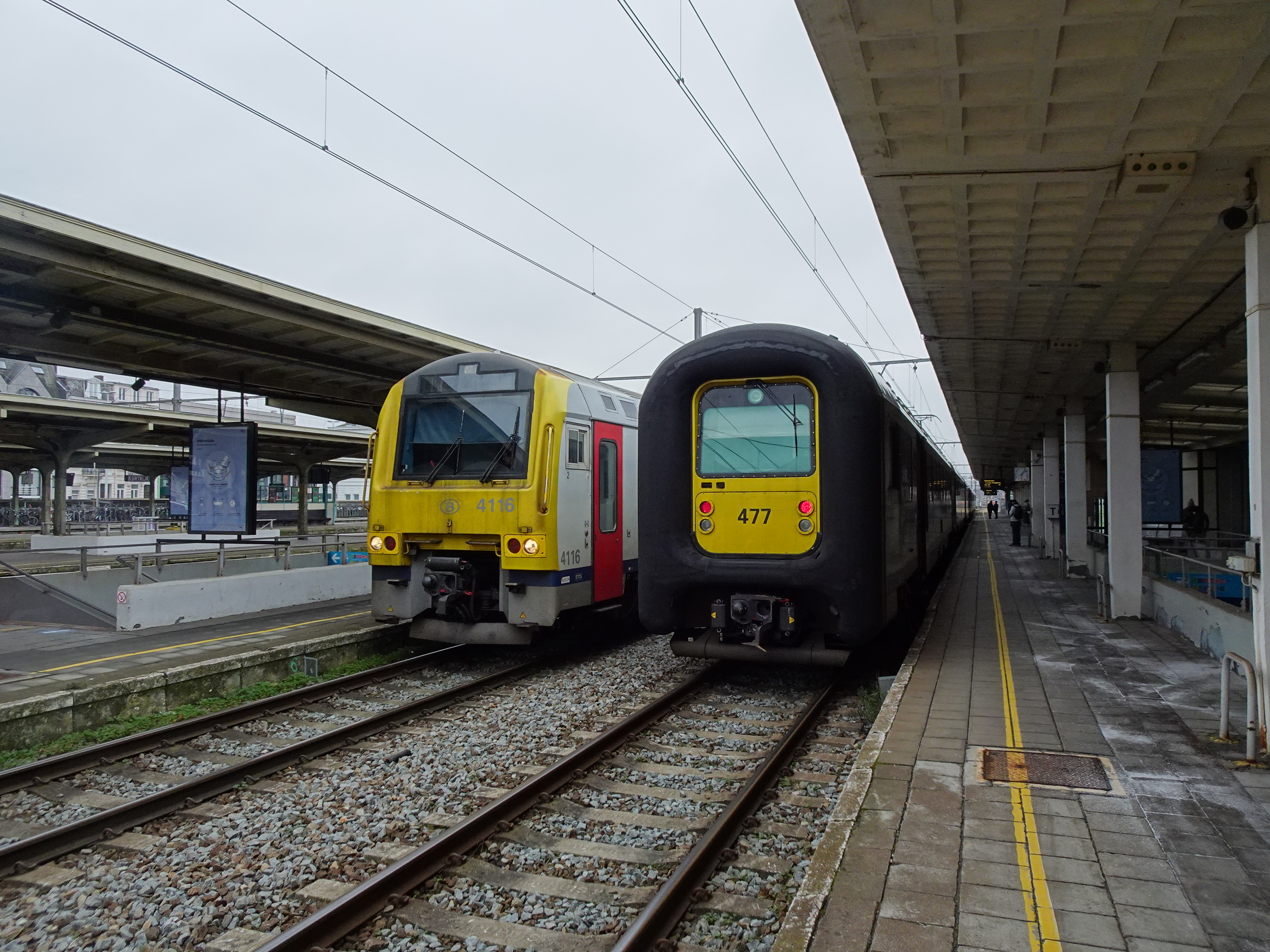
De InterCity Kortrijk - Lille-Flandres (rechts) te station Kortrijk
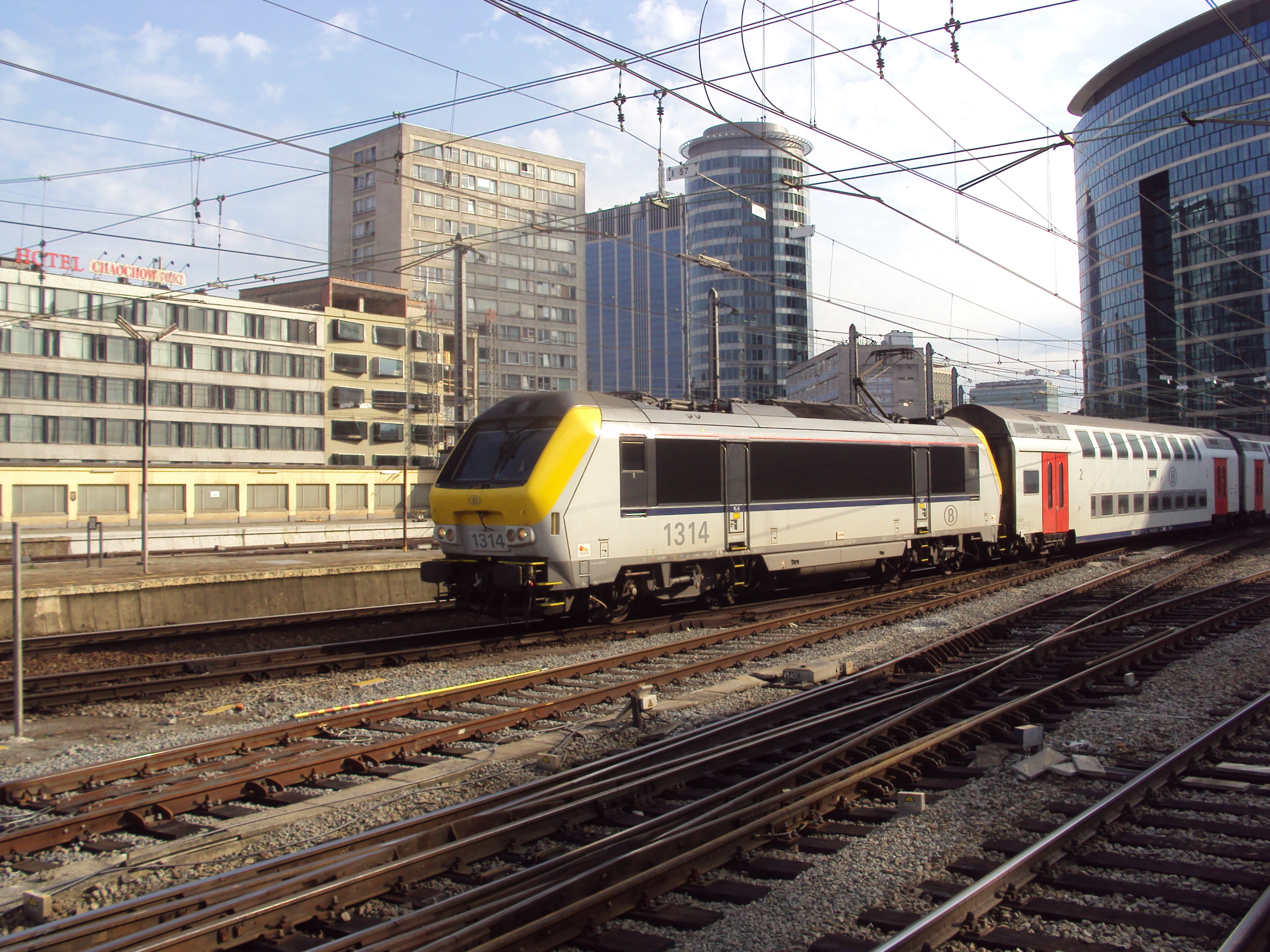
De InterCity Brussel-Zuid/Midi - Luxemburg te Brussel-Noord
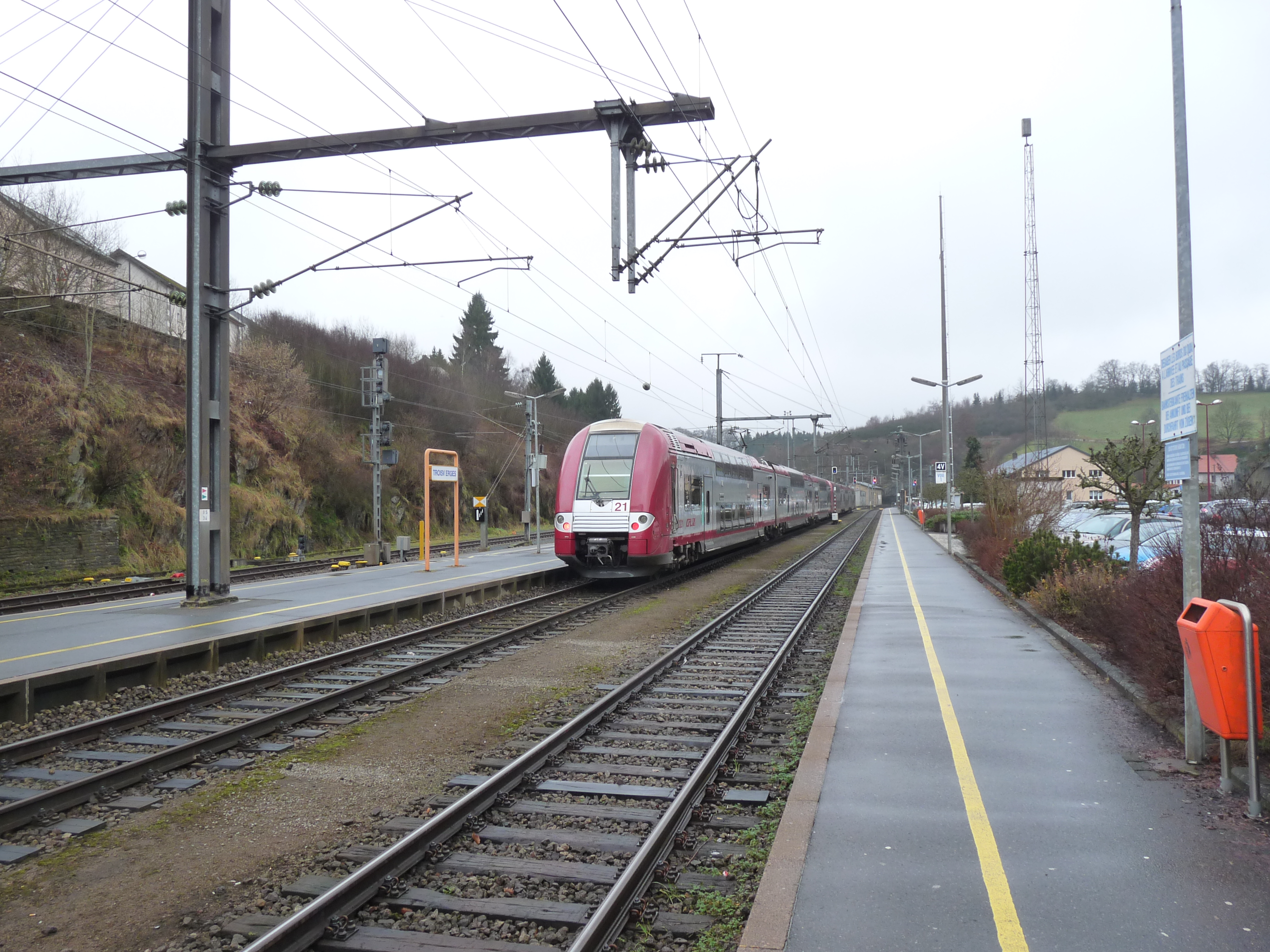
De InterCity Luik-Guillemins - Luxemburg te station Troisvierges
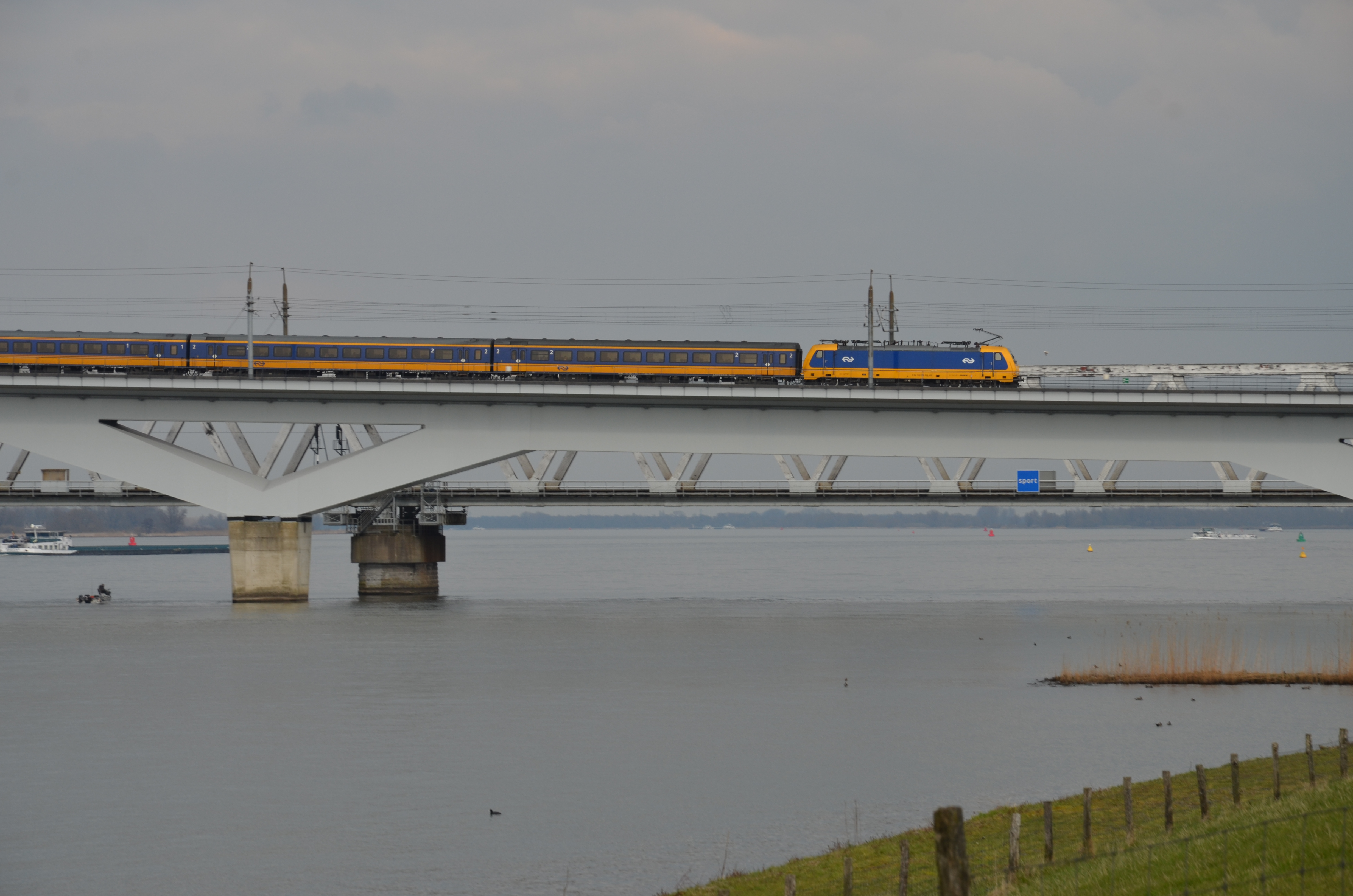
De Beneluxtrein op de Moerdijkspoorbrug
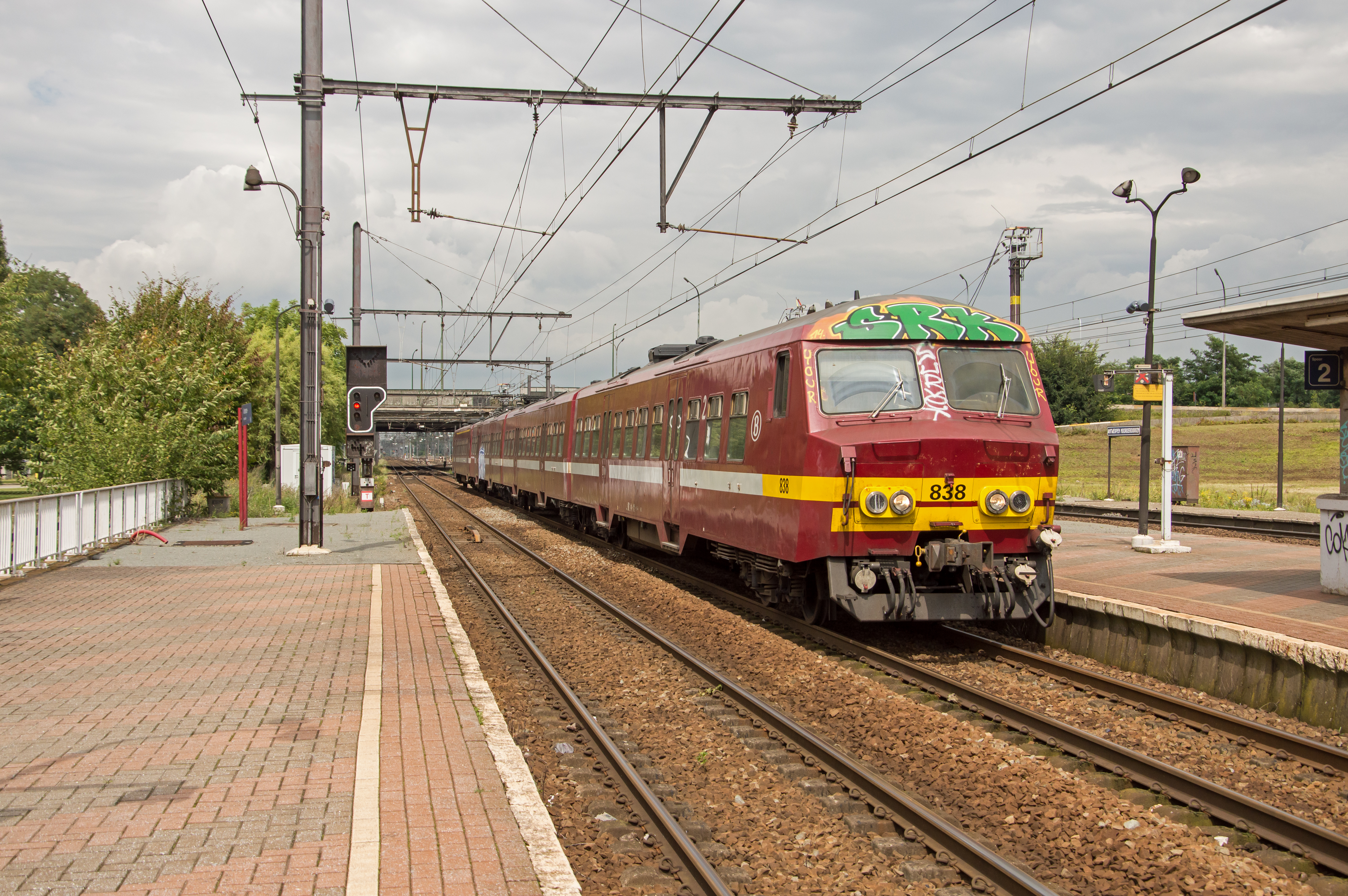
De S-trein Puurs - Roosendaal te station Antwerpen-Noorderdokken
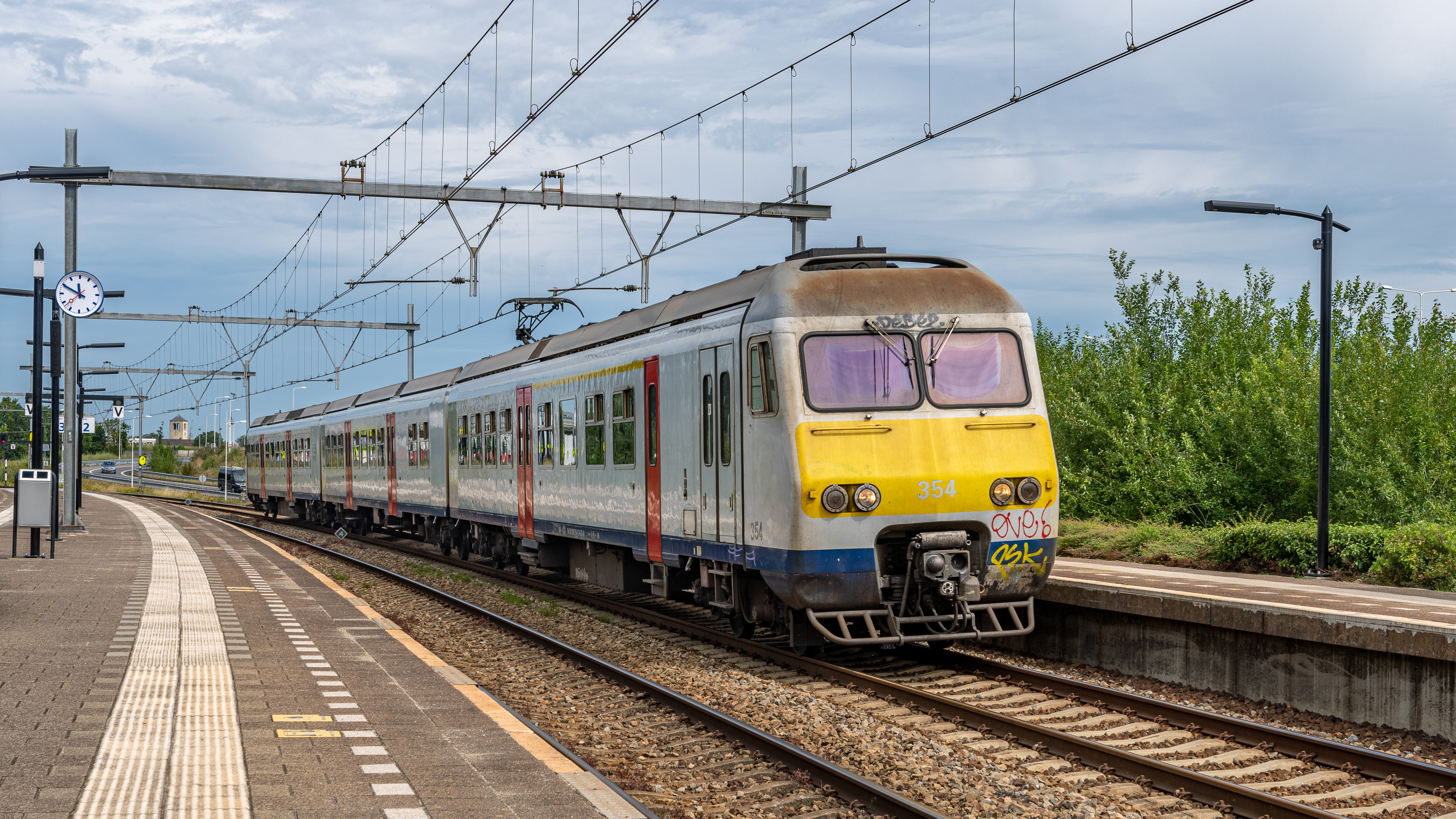
De S-trein Hasselt - Maastricht te station Maastricht Randwyck
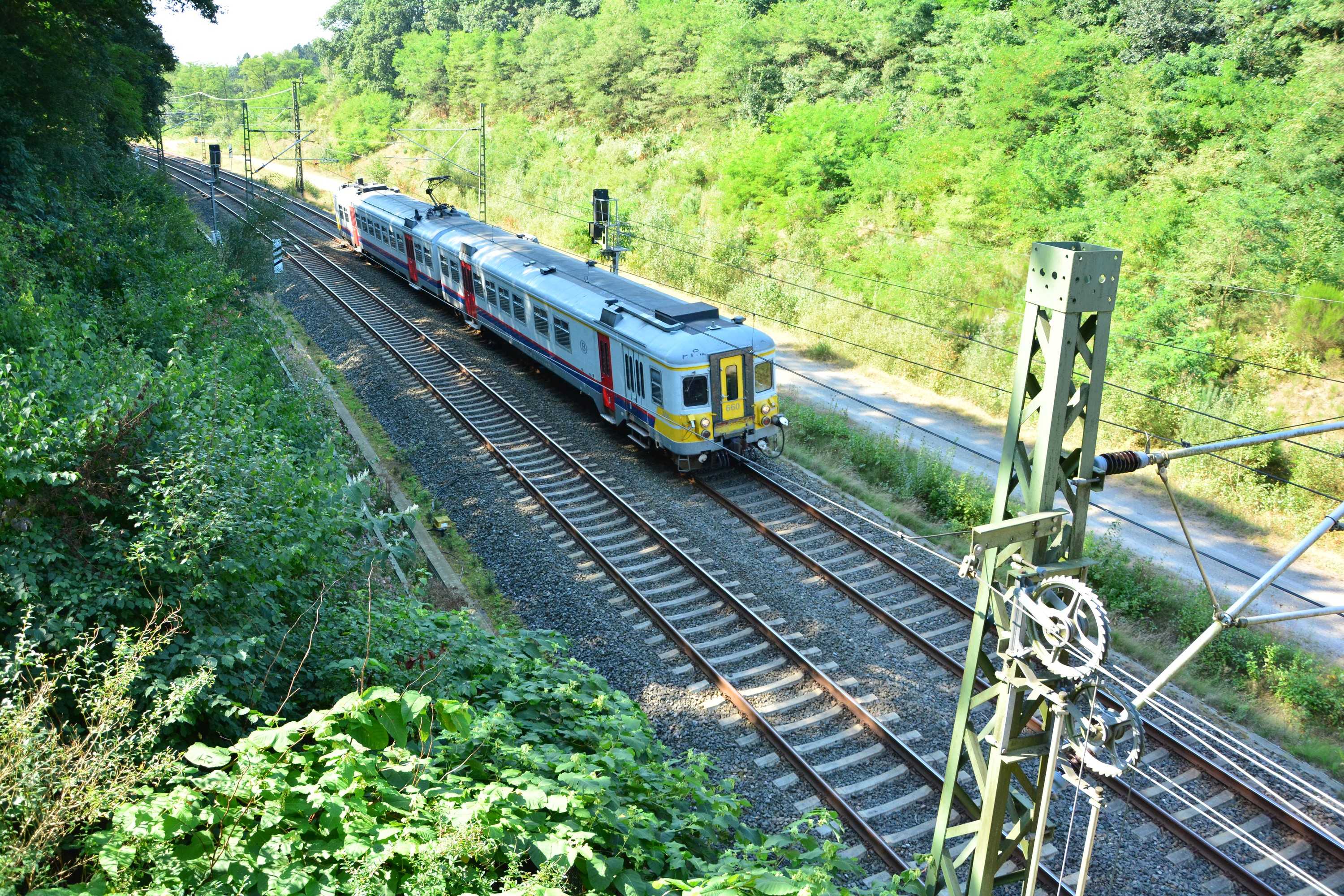
De L-trein Spa-Géronstère - Aachen Hbf te Aken
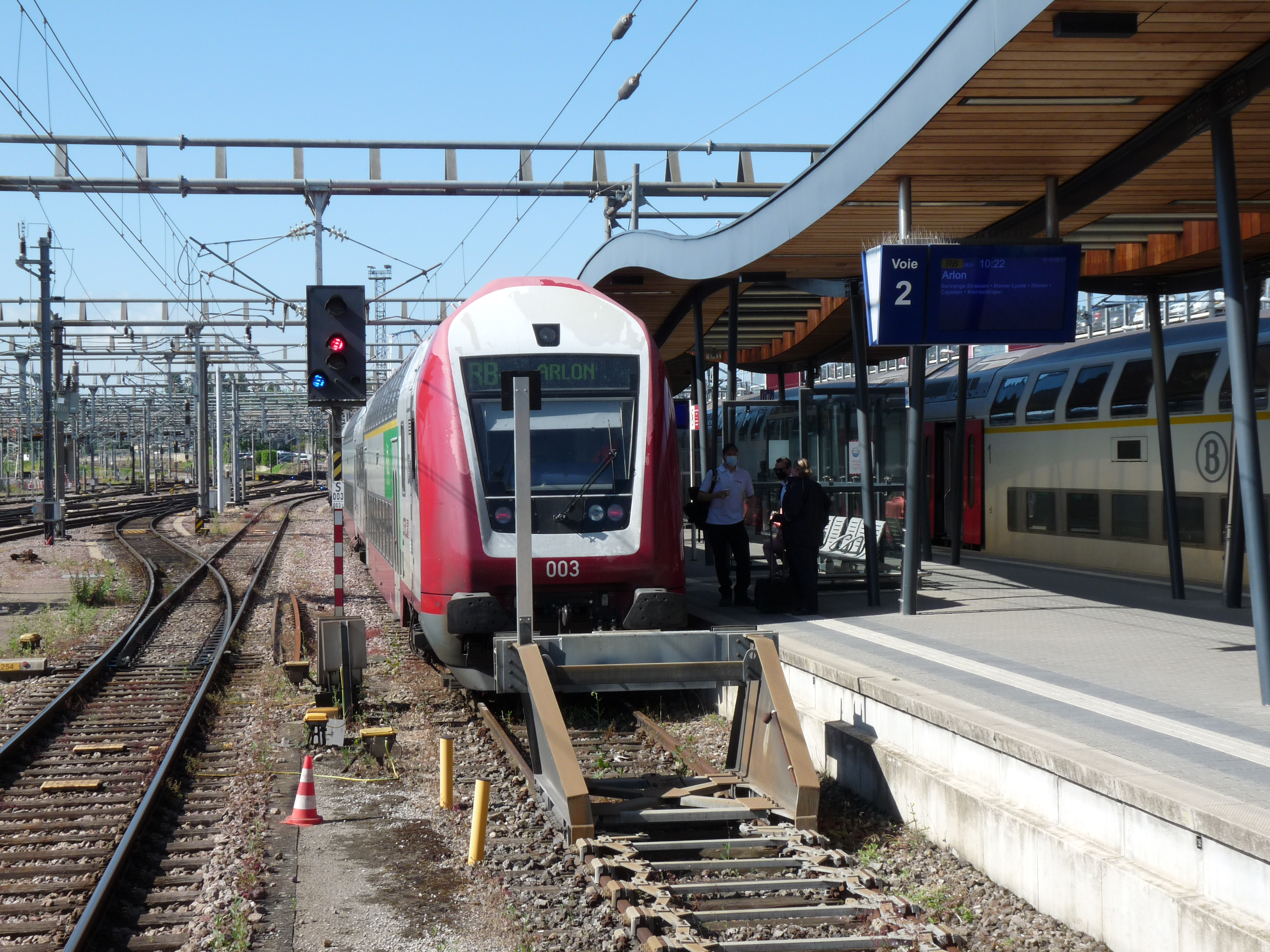
De L-trein Aarlen - Luxemburg te station Luxemburg
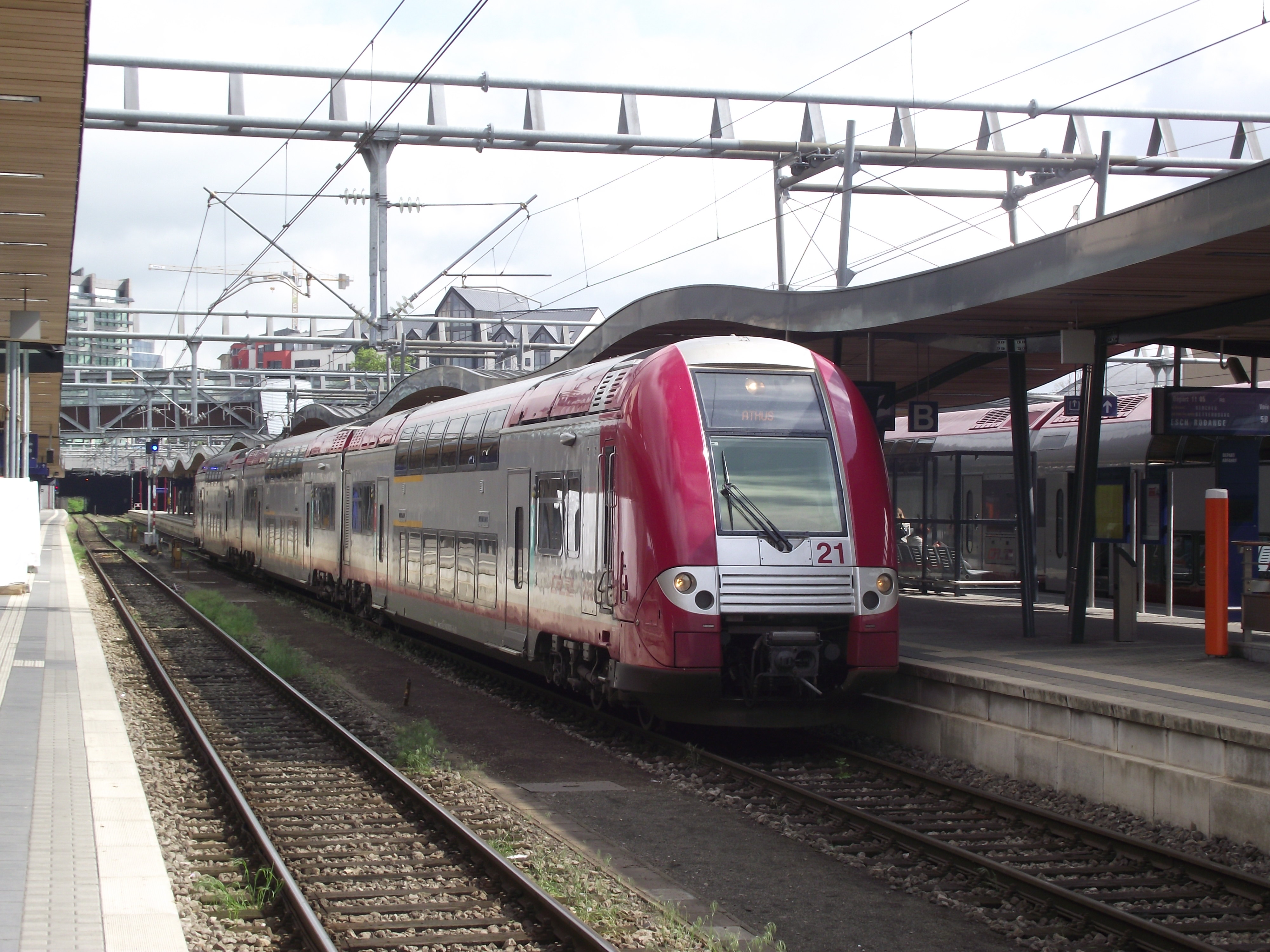
De L-trein Athus - Luxemburg te station Luxemburg